# Вальдбрунн (Вестервальд)
Вальдбрунн (нем. Waldbrunn) — община в Германии, в земле Гессен. Подчиняется административному округу Гиссен. Входит в состав района Лимбург-Вайльбург. Население составляет 5716 человек (на 31 декабря 2010 года). Занимает площадь 29,77 км².

## История
Современная территория коммуны во многом совпадает с бывшим на её месте приходом.